# Desastre de la exhibición aérea de Leópolis
El desastre de Leópolis ocurrió el sábado 27 de julio de 2002 cuando un avión caza Sukhoi Su-27 que realizaba maniobras en una exhibición aérea en Leópolis, Ucrania, se fue a tierra en donde se encontraban los espectadores. Murieron 77 personas y 543 quedaron heridas. Es el peor accidente aéreo durante una exhibición acrobática en la historia.

## El accidente

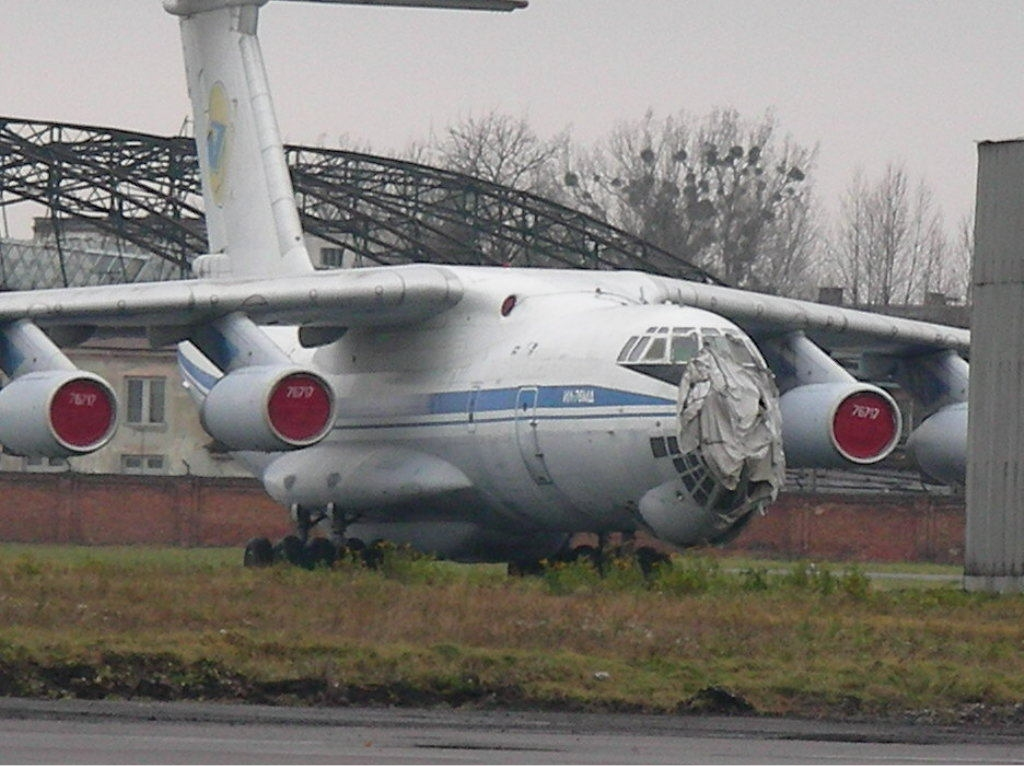
Un IL-76MD dañado tras el impacto.

La aeronave, pilotada por dos experimentados pilotos, realizaba maniobras a baja altura y en una de ellas el ala izquierda rozó el suelo. Milésimas de segundo después, los dos pilotos se eyectaron. El avión se estrelló contra el suelo, arrastrando sus restos contra aviones estacionados y espectadores. Ambos pilotos sobrevivieron con heridas leves y aterrizaron muy cerca del lugar del accidente.
Los reportes iniciales indicaban como posibles causas del accidente el impacto de pájaros contra la aeronave y fallo en el motor. En algunos videos del accidente se puede escuchar cómo justo antes del accidente los motores del avión se silencian de repente. Otros videos, sin embargo, muestran los motores encendidos en todo momento.
El presidente ucraniano Leonid Kuchma culpó públicamente a los militares por el desastre y el comandante de la Fuerza Aérea Ucraniana, Volodymyr Strelnykov se vio obligado a dimitir. El ministro de defensa Volodymyr Shkidchenko presentó su renuncia, pero Kuchma la rechazó. 
Los expertos propusieron como posibles causas del accidente:
- Error del piloto.
- Fallo del motor.
- Violación de las reglas de vuelo por la tripulación o por el coordinador de tierra.
- Plan de vuelo inapropiado, en especial mala relación entre la zona de maniobras y la zona de espectadores.
- Tanque de combustible lleno, lo que hizo más lento y difícil de controlar al avión.

El 24 de junio de 2005, una corte militar sentenció a los pilotos de la aeronave, Toponar y Yegorov, a 14 y 8 años de cárcel respectivamente. La corte encontró culpables a los pilotos y a otros tres oficiales por negligencia y violación de las reglas de vuelo. Los tres oficiales condenados fueron sometidos a penas de entre 6 y 4 años de prisión.
Aunque los pilotos han sido condenados (Toponar ha apelado la sentencia), queda la pregunta de si hubieran podido evitar algo dada la secuencia de fallos implícitos en el accidente.
Murieron 77 personas, incluidos 28 niños. Más de 350 espectadores resultaron heridos, algunos sufrieron graves trastornos mentales por lo que vieron.